# 서울특별시도 제20호선
서울특별시도 제20호선은 서울특별시 은평구 구산동 서오릉자연공원 시계에서 노원구 공릉동 삼육대학교 시계에 이르는 서울특별시도로, 도로안내를 위해 부여된 노선 번호이다. 이 도로는 구산동 우남아파트에서 시작하여 역촌역 사거리에서 좌회전하여 질병관리본부 사거리, 구기터널을 거쳐 신영삼거리에서 좌회전을 한 다음에 평창동, 북악터널, 국민대, 길음역을 지나 월곡역에서 화랑대역을 잇는 6호선을 따라가며, 내부순환로와 북부간선도로의 하부를 통과한다. 이후 육군사관학교 입구 삼거리에서 좌회전을 한 다음에 삼육대학교 시계에 이른다. 이 시도의 총 길이가 21.3km이고, 서울특별시도 동서축 간선도로의 맨 첫 번째 시도이자, 서울특별시 북부를 관통한다.

## 경유지
서울특별시
- 은평구 - 종로구 - 성북구 - 노원구

## 노선
| 구간                                           | 명칭                                                            | 접속노선                                | 소재지        | 소재지        | 비고                 |
| 서오릉로 직결                                  | 서오릉로 직결                                                   | 서오릉로 직결                           | 서오릉로 직결 | 서오릉로 직결 | 서오릉로 직결        |
| ---------------------------------------------- | --------------------------------------------------------------- | --------------------------------------- | ------------- | ------------- | -------------------- |
| 서오릉로                                       | 시경계 (서오릉입구)                                             |                                         | 서울특별시    | 은평구        |                      |
| 서오릉로                                       | 구산사거리                                                      | 갈현로                                  | 서울특별시    | 은평구        |                      |
| 서오릉로                                       | 구산역 교차로                                                   | 국도 제1호선 (연서로)                   | 서울특별시    | 은평구        |                      |
| 서오릉로                                       | 역촌사거리                                                      | 역말로                                  | 서울특별시    | 은평구        |                      |
| 서오릉로                                       | 역촌역 교차로                                                   | 서오릉로 진흥로                         | 서울특별시    | 은평구        |                      |
| 진흥로                                         | 역촌역 교차로                                                   | 서오릉로 진흥로                         | 서울특별시    | 은평구        |                      |
| 대조,불광시장 교차로                           | 불광로                                                          |                                         | 서울특별시    | 은평구        |                      |
| (구 질병관리본부)                              | 서울특별시도 제21호선 (통일로)                                  |                                         | 서울특별시    | 은평구        |                      |
| 구기터널                                       |                                                                 | 연장: 610m                              | 서울특별시    | 은평구        |                      |
| 구기터널                                       | 종로구                                                          | 연장: 610m                              | 서울특별시    |               |                      |
| (구기터널앞)                                   | 비봉길                                                          |                                         | 서울특별시    |               |                      |
| 신영동삼거리                                   | 세검정로                                                        |                                         | 서울특별시    |               |                      |
| 신영동삼거리                                   | 세검정로                                                        | 평창문화로                              | 서울특별시    |               |                      |
| 북악터널                                       |                                                                 | 연장: 810m                              | 서울특별시    |               |                      |
| 북악터널                                       | 정릉로                                                          | 연장: 810m                              | 서울특별시    | 성북구        |                      |
| 국민대학교                                     | 정릉로                                                          |                                         | 서울특별시    | 성북구        |                      |
| 국민대입구IC                                   | 정릉로                                                          | 서울특별시도 제30호선 (내부순환로)      | 서울특별시    | 성북구        | 내부순환로 하부 구간 |
| (명칭 미상)                                    | 정릉로                                                          | 솔샘로                                  | 서울특별시    | 성북구        | 내부순환로 하부 구간 |
| 정릉IC                                         | 정릉로                                                          | 서울특별시도 제30호선 (내부순환로)      | 서울특별시    | 성북구        | 내부순환로 하부 구간 |
| 정릉입구 교차로                                | 정릉로                                                          | 보국문로                                | 서울특별시    | 성북구        | 내부순환로 하부 구간 |
| 아리랑고개입구 교차로                          | 정릉로                                                          | 아리랑로                                | 서울특별시    | 성북구        | 내부순환로 하부 구간 |
| 길음교 교차로                                  | 정릉로                                                          | 서울특별시도 제41호선 (동소문로)        | 서울특별시    | 성북구        | 내부순환로 하부 구간 |
| (길음역)                                       | 정릉로                                                          | 서울특별시도 제41호선 (삼양로·동소문로) | 서울특별시    | 성북구        | 내부순환로 하부 구간 |
| 길음IC                                         | 정릉로                                                          | 서울특별시도 제30호선 (내부순환로)      | 서울특별시    | 성북구        | 내부순환로 하부 구간 |
| 종암사거리                                     | 정릉로                                                          | 서울특별시도 제51호선 (종암로)          | 서울특별시    | 성북구        | 내부순환로 하부 구간 |
| 종암사거리                                     | 화랑로                                                          | 서울특별시도 제51호선 (종암로)          | 서울특별시    | 성북구        | 내부순환로 하부 구간 |
| 성북트리즘빌딩                                 | 오패산로                                                        | 북부간선도로 하부 구간 일방통행 구간    | 서울특별시    | 성북구        |                      |
| 월곡역 교차로 (월곡IC)                         | 월곡로 서울특별시도 제30호선 (내부순환로)                       | 북부간선도로 하부 구간 일방통행 구간    | 서울특별시    | 성북구        |                      |
| 하월곡IC                                       | 북부간선도로                                                    | 북부간선도로 하부 구간                  | 서울특별시    | 성북구        |                      |
| 상월곡역 교차로                                | 장월로                                                          | 북부간선도로 하부 구간                  | 서울특별시    | 성북구        |                      |
| 돌곶이역 교차로                                | 돌곶이로                                                        | 북부간선도로 하부 구간                  | 서울특별시    | 성북구        |                      |
| 장위사거리                                     | 한천로                                                          | 북부간선도로 하부 구간                  | 서울특별시    | 성북구        |                      |
| 석계역 교차로(서부)                            | 석계로 한천로66길                                               | 고가차도 구간                           | 서울특별시    | 성북구        |                      |
| 석계역 교차로(동부)                            | 한천로45길 한천로48길                                           | 고가차도 구간                           | 서울특별시    | 성북구        |                      |
| 월릉교 (월릉IC)                                | 서울특별시도 제61호선 (동부간선도로) 북부간선도로 마들로 섬밭로 | 노원구                                  | 서울특별시    |               |                      |
| 태릉입구역 교차로                              | 국도 제3호선 (동일로)                                           | 노원구                                  | 서울특별시    |               |                      |
| (구 북부검찰청입구)                            | 공릉로                                                          | 노원구                                  | 서울특별시    |               |                      |
| 화랑대역 교차로                                | 신내로                                                          | 노원구                                  | 서울특별시    |               |                      |
| 화랑대사거리 (묵동IC)                          | 북부간선도로 노원로                                             | 노원구                                  | 서울특별시    |               |                      |
| (육군사관학교 입구)                            | 육군사관학교                                                    | 노원구                                  | 서울특별시    |               |                      |
| 서울여자대학교 태릉·강릉 태릉선수촌 삼육대학교 |                                                                 | 노원구                                  | 서울특별시    |               |                      |
| 담터사거리 (시경계)                            | 불암로 담터길                                                   | 노원구                                  | 서울특별시    |               |                      |
| 금강로 직결                                    |                                                                 |                                         |               |               |                      |

## 연결도로
서울특별시도 제20호선의 연결도로는 서오릉을 통과하여 원당역에 이른다. 계속해서 수도권제1순환고속도로 고양 나들목을 지나서 일산신도시 탄현동, 파주시 교하읍과 금촌에 이른다. 종점에서는 금강로를 따라 47번 국도와 연결되어 수도권제1순환고속도로 퇴계원 나들목과 만나며, 남양주시 진건읍과 진접읍, 멀리 포천시 일동면과 이동면, 그리고 철원군 서면 와수리까지 이어진다.